# سیارک ۳۹۶۰
سیارک ۳۹۶۰ (به انگلیسی: 3960 Chaliubieju، نامگذاری:1955BG) سه هزار و نهصد و شصتمین سیارک کشف شده‌است که در ۲۰ ژانویه ۱۹۵۵ کشف شد.
قدر مطلق سیارک برابر ۱۲٫۰۰ است.